# Joaquín Rojas
Joaquín Rojas, né le 6 juillet 1938, est un ancien joueur philippin de basket-ball.